# Arquipélago Malaio
O arquipélago Malaio, também conhecido como Insulíndia e Insulásia, é um vasto e numeroso grupo de ilhas situado entre o continente do Sudeste Asiático e a oceania, na região da Austronésia. Localizado entre os oceanos Índico e Pacífico, este grupo de mais de 20 000 ilhas é o maior arquipélago do mundo por área. As ilhas dividem-se por territórios da Indonésia, Filipinas, Singapura, Brunei, Malásia, Timor-Leste e a maior parte da Papua-Nova Guiné. Há, entretanto, argumentos para excluir o último país por razões culturais e geográficas: a Papua-Nova Guiné é culturalmente completamente diferente dos outros países da região, e a ilha de Nova Guiné geologicamente não faz parte do continente asiático, como as ilhas de Sonda ao passo que a Malásia peninsular também é incluída no Sudeste Asiático Marítimo.
O arquipélago é alguma vezes conhecido como Índias Orientais, mas algumas autoridades aplicam um significado muito mais amplo a este termo para incluir a Indochina e o subcontinente indiano. A região conhecida como Sudeste Asiático Marítimo é mais ou menos de extensão igual ao Arquipélago Malaio. Atualmente, o topônimo Insulíndia está em desuso.

## Geografia
O arquipélago Malaio inclui muitos grupos que podem ser considerados como arquipélagos por si próprios. Os maiores são:
- As Ilhas de Sonda
  - As Grandes Ilhas de Sonda
  - As Pequenas Ilhas de Sonda
- As Ilhas Molucas
- As Filipinas
- As Ilhas Nicobar, parte da Índia e as vezes incluídas na Insulíndia por proximidade geográfica, clima e cultura.
- Ilhas Paracel, arquipélago disputado pela China, Vietnã e Taiwan, as vezes incluídos por proximidade geográfica.

A área do arquipélago é de mais de 2 milhões de km², e a população presente é de mais de 300,000,000 habitantes. As maiores ilhas são: Nova Guiné (quando incluída), Bornéu, e Samatra. A mais densamente povoada é a ilha de Java.
Geologicamente o arquipélago é a região do mundo com mais atividade vulcânica. O clima, por se encontrar na imediações do Equador, é tropical.
O arquipélago Malaio é atravessado pela chamada Linha de Wallace, uma zona de fronteira entre as diferentes regiões zoogeográficas da Ásia e da Australásia. A oeste e a norte da linha estão os organismos relacionados ao ecossistema asiático; a leste e a sul, os relacionados às espécies australo-asiáticas ou oceânicas. A linha foi identificada pelo naturalista Alfred Russel Wallace, em cuja homenagem foi batizada. Ele foi o primeiro a notar a divisão entre os dois ecossistemas durante suas viagens pelas Índias Orientais no século XIX. A linha atravessa o arquipélago Malaio, entre Bornéu e Celebes, e entre Bali (a oeste) e Lombok (a leste). Evidências da divisória já haviam sido notadas 300 anos antes por Antonio Pigafetta nos contrastes biológicos entre as Filipinas e as Ilhas das Especiarias, durante a viagem de Fernão de Magalhães em 1521.